# Matt Taormina
Matthew Angelo „Matt“ Taormina (* 20. Oktober 1986 in Washington Township, Michigan) ist ein ehemaliger US-amerikanischer Eishockeyspieler. Der Verteidiger bestritt zwischen 2010 und 2016 insgesamt 59 Partien für die New Jersey Devils und die Tampa Bay Lightning in der National Hockey League (NHL), kam jedoch überwiegend in der American Hockey League (AHL) zum Einsatz.

## Karriere
Matt Taormina begann seine Karriere als Eishockeyspieler bei den Texarkana Bandits, für die er in der Saison 2004/05 in der North American Hockey League aktiv war. Dort konnte er mit 17 Toren und 33 Vorlagen in 61 Spielen überzeugen und wurde sowohl in das All-Rookie Team der NAHL gewählt, als auch zum Anfänger des Jahres. Von 2005 bis 2009 besuchte er das Providence College und spielte parallel für dessen Eishockeymannschaft in der National Collegiate Athletic Association, ehe er gegen Ende der Saison 2008/09 sein Debüt im professionellen Eishockey für die Binghamton Senators gab.
Für die Saison 2009/10 unterschrieb Taormina einen Vertrag bei den New Jersey Devils, der ausschließlich für die AHL gültig war und spielte während der gesamten Spielzeit für New Jerseys AHL-Farmteam Lowell Devils. Nach guten Leistungen in der Vorbereitung begann der US-Amerikaner die Saison 2010/11 bei den New Jersey Devils in der National Hockey League. Im Juli 2012 unterzeichnete er als Free Agent einen Einjahresvertrag bei den Tampa Bay Lightning.
Zu Beginn der Saison 2013/14 konnte sich Taormina nicht im NHL-Aufgebot durchsetzen und wurde im September an das AHL-Farmteam Syracuse Crunch abgegeben. Während der Saison wechselte er zu den Springfield Falcons, wo er die Spielzeit 2013/14 beendete, ehe er sich für die Saison 2014/15 den Worcester Sharks anschloss. Im Juli 2015 kehrte er zu den Syracuse Crunch bzw. zu den Tampa Bay Lightning zurück. Im Trikot der Crunch wurde Taormina nach der Saison 2016/17 mit dem Eddie Shore Award als bester Verteidiger der AHL geehrt und zugleich ins First All-Star Team der Liga berufen.
Dennoch verlängerten die Lightning den Vertrag des Verteidigers nach dem Ende der Spielzeit nicht, sodass er sich im Juli 2017 den Canadiens de Montréal anschloss. Diese gaben Taormina, ohne dass dieser für die Canadiens in der NHL gespielt hatte, im Oktober 2018 samt Rinat Walijew an die Calgary Flames ab, während Brett Kulak nach Montréal wechselte. Der Abwehrspieler kam im gesamten Verlauf der Spielzeit 2018/19 für Calgarys AHL-Kooperationspartner zum Einsatz, die Stockton Heat, ehe sein Vertrag im Sommer 2019 nicht verlängert wurde. Dies bedeutete in der Folge das Ende seiner aktiven Karriere.

## Erfolge und Auszeichnungen
| - 2005 NAHL Rookie of the Year - 2005 NAHL All-Rookie Team - 2008 Hockey East Second All-Star Team - 2015 Teilnahme am AHL All-Star Classic - 2016 Teilnahme am AHL All-Star Classic | - 2017 Teilnahme am AHL All-Star Classic - 2017 Eddie Shore Award - 2017 AHL First All-Star Team - 2018 Teilnahme am AHL All-Star Classic |

## Karrierestatistik
(Legende zur Spielerstatistik: Sp oder GP = absolvierte Spiele; T oder G = erzielte Tore; V oder A = erzielte Assists; Pkt oder Pts = erzielte Scorerpunkte; SM oder PIM = erhaltene Strafminuten; +/− = Plus/Minus-Bilanz; PP = erzielte Überzahltore; SH = erzielte Unterzahltore; GW = erzielte Siegtore; 1 Play-downs/Relegation; Kursiv: Statistik nicht vollständig)